# Жидкое солнце
«Жидкое солнце» — фантастическая повесть Александра Ивановича Куприна, впервые опубликованная в 1913 году. В повести рассказывается об экспериментах британского учёного по превращению солнечных лучей в сжатый газ и затем в жидкость, что приводит к трагическим последствиям.

## История создания
Впервые повесть, с подзаголовком «рассказ» и посвящением А. А. Смирнову, опубликована в альманахе «Жатва», выпуск IV за 1912 год (вышел в 1913 году).
Куприн начал работу над повестью осенью 1911 года и завершил её в конце 1912 года. В письме от 10 декабря 1911 года он просил Ф. Д. Батюшкова сообщить ряд сведений по физике, связанных с газами и их превращению в жидкости, поясняя свой замысел: «Я хочу попытаться сгустить — конечно, в рассказе — солнечный луч до газообразного состояния, а потом — до жидкого. Вероятно, такая мысль ерунда, но мне нужно внешнее правдоподобие».
В 1982 году английский перевод повести («Liquid Sunshine») вышел в сборнике русской фантастики, подготовленной Леландом Фетцером. Повесть переводилась также на румынский и французский языки.

## Сюжет
Рассказ ведётся от лица молодого англичанина Генри Диббля, физика по образованию, который, однако, долгое время влачил бедное существование, сменив множество работ. Однажды ему на глаза попадается объявление о конкурсе на место научного исследователя в экваториальных широтах. В конторе под названием «Э. Найдстон и сын» он проходит собеседование и оказывается отобранным на данную должность. Стряпчий Найдстон, который является посредником между основным заказчиком и Дибблем, даёт молодому человеку несколько поручений: тот должен в лучших мастерских в разных городах Европы закупить целый ряд чечевицеобразных стёкол, колб, металлических трубочек и множества других приборов. Диббль с честью выполняет поручение, не разгласив продавцам цели экспериментов, для которых закупаются приборы. Наконец, Найдсон раскрывает Дибблю его конечный пунт назначения — вершина вулкана Каямбэ в Эквадоре, где известный, однако уже несколько лет назад загадочно исчезнувший учёный лорд Чальсбери проводит опыты по преобразованию солнечных лучей в сжиженный газ. На борту гигантского парохода «Южный крест» Диббль направляется с грузом в Эквадор в компании ещё одного будущего помощника лорда Чальсбери, электротехника де Мон де Рика.
Прибыв в Эквадор, Диббль и де Мон де Рик достигают лаборатории, построенной Чальсбери на вершине вулкана и знакомятся с самим 65-летним лордом и его молодой женой. Чальсбери показывает Дибблю лабораторию и со временем признаётся, что видит в нём своего преемника по начатым им научным исследованиям. Он спрашивает Диббля совета по поводу де Мон де Рика, который не вызывает у Чальсбери доверия, однако Диббль уклоняется от критического суждения, хотя также не испытывает симпатии к де Мон де Рику. Между тем, на протяжении нескольких месяцев эксперименты идут успешно: при помощи систем линз и трубок под куполом лаборатории учёным удаётся сконцентрировать солнечные лучи и поместить их в колбы в виде газа, затем превращаемого в жидкость. При открытии такой колбы всё вокруг на несколько минут освещается ярким солнечным светом. Чальсбери считает, что его открытие, которое он пока держит в секрете, послужит во благо человечеству. Однако вскоре на учёных обрушиваются неприятности: де Мон де Рик сбегает с женой Чальсбери, сам он постепенно погружается в пессимизм и чувствует, что он скоро умрёт. Чальсбери решает вернуться в Европу и закрывает лабораторию.
Вскоре после отплытия Чальсбери начинает казаться, что он что-то забыл сделать. И действительно, на вулкане происходит мощнейший взрыв, который затем пробуждает вулкан. Чальсбери сообщает Дибблю, что случайно установил приборы на «полный взрыв», из-за чего все оставшиеся в лаборатории запасы жидкого солнца сдетонировали. От взрыва в океане поднимается огромная волна, которая разрушает судно. Диббль остаётся в живых и в дальнейшем, вернувшись в Англию, однако страдая от амнезии, с трудом восстанавливает последовательность событий, о которых ведётся речь в повести.

## Отзывы
Олег Михайлов, говоря о «тревожных симптомах кризиса» в творчестве Куприна 1910-х годов, указывает на то, что «купринские произведения этих лет отличаются крайней неравноценностью». Так, «вслед за полнокровно реалистическим циклом „Листригоны“ (…) появляется фантастическая повесть „Жидкое солнце“ (1912), несколько необычная для Куприна по экзотичности материала (…), в которой звучит отчаяние перед всемогущей властью капитализма, неверие в будущее человечества». Критик заключает, что «в эту пору пробуждается в Куприне сомнение в возможности социальноrо переустройства общества».